# Newbury Park (London Underground)

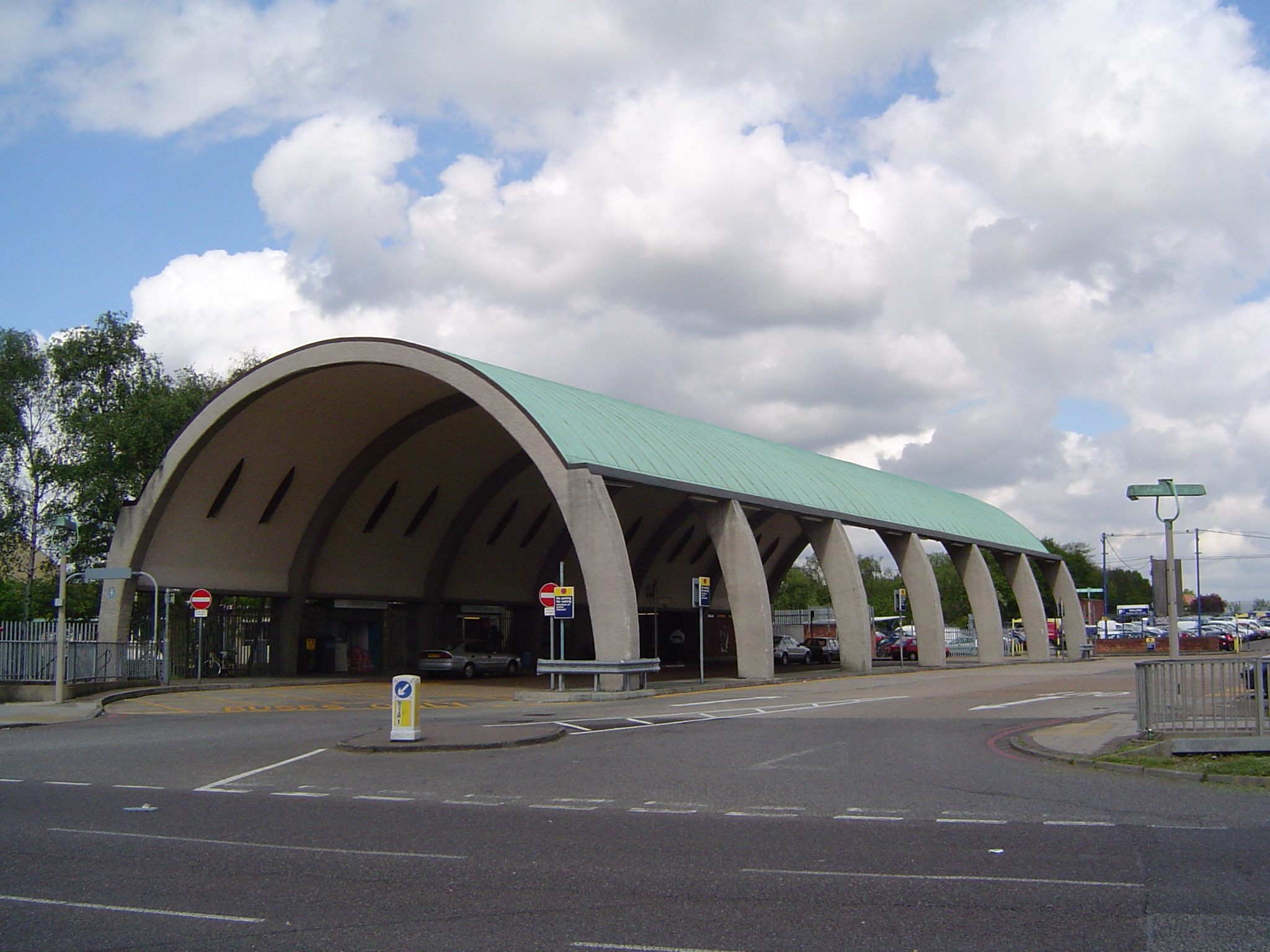
Der angrenzende Busbahnhof

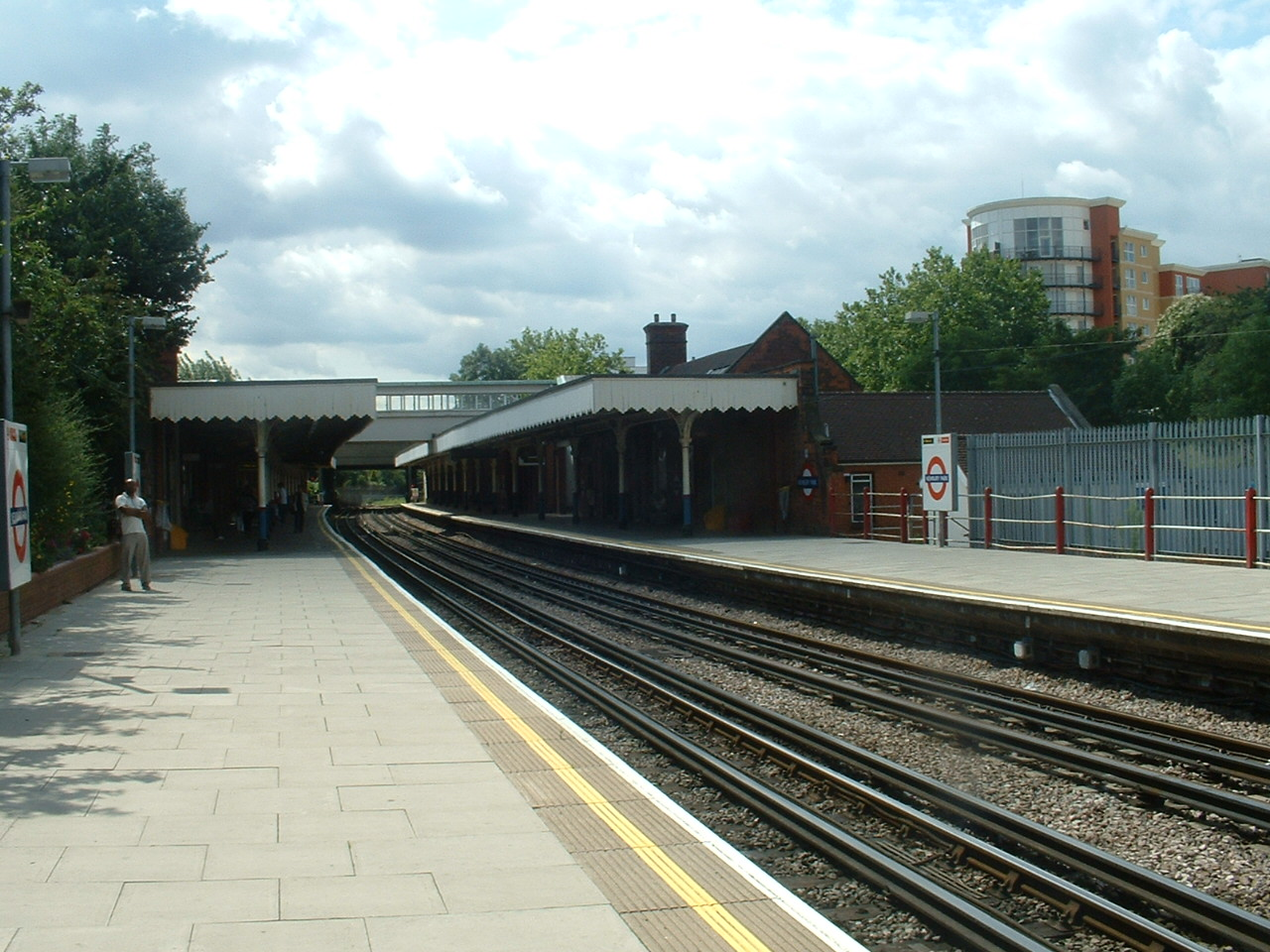
Blick auf die Bahnsteige

Newbury Park ist eine oberirdische Station der London Underground im Stadtbezirk London Borough of Redbridge. Sie liegt in der Travelcard-Tarifzone 4 an der Eastern Avenue (A12). Im Jahr 2014 nutzten 4,62 Millionen Fahrgäste diese von der Central Line bediente Station.

## Geschichte
Am 1. Mai 1903 eröffnete die Great Eastern Railway eine Vorortseisenbahn von Ilford über Hainault nach Woodford, die sogenannte Fairlop Loop. 1923 ging die Strecke in den Besitz der London and North Eastern Railway (LNER) über.
Als Teil des New Works Programme des London Passenger Transport Board von 1935 sollte der größte Teil der Strecke an die Central Line übertragen werden, um die anschließende Haupteisenbahnlinie in Richtung Liverpool Street zu entlasten. Die Bauarbeiten begannen 1938, mussten aber nach Ausbruch des Zweiten Weltkriegs bis 1945 eingestellt werden. Errichtet wurde von Leytonstone aus eine unterirdische Verbindung, die südlich von Newbury Park auf die bereits bestehende Strecke traf. Der letzte von Dampflokomotiven gezogene LNR-Zug verkehrte am 29. November 1947. Der U-Bahn-Betrieb begann zwei Wochen später am 14. Dezember 1947. Newbury Park war zunächst Endstation, der Betrieb in Richtung Hainault wurde am 31. Mai 1948 aufgenommen.

## Architektur
Das auffälligste Merkmal der Station ist der angrenzende, von Oliver Hill entworfene und im Juli 1949 in Betrieb genommene Busbahnhof. Das mit Kupfer verkleidete Tonnengewölbedach gewann 1951 einen Architekturpreis beim Festival of Britain; es steht seit 1981 unter Denkmalschutz (Grade II). Das ursprüngliche Stationsgebäude musste 1956 wegen der Verbreiterung der Eastern Avenue abgerissen werden. Im selben Jahr entfernte man die nicht mehr genutzten Gleise von Ilford her und füllte den Einschnitt auf.